# Philip Jacobsson
Joseph Philip Jacobsson, född 8 oktober 1830 i Stockholm, död 22 maj 1886 i Trondheim, var en svensk pianist och sångare i Stockholm.

## Biografi
Philip Jacobsson föddes 8 oktober 1830 i Stockholm. Han var son till snickarmästaren Jacob David Jacobsson och Lea Hertz (1800–1878). Han studerade vid Kungl. Musikaliska Akademiens undervisningsverk i Stockholm. Jacobsson arbetade som sånglärare vid teatern i Helsingfors och under den tiden uppträdde han på flera konserter. Han studerade sedan sång för professor Jean Jacques Masset i Paris. 
Jacobsson gifte sig 11 november 1861 med Ida Lamberg (1739–1863). Hon avled 6 november 1863 i Paris. Jakobsson flyttade 1863 tillbaka till Stockholm och uppträdde där på flera konserter som pianist.
Jacobsson flyttade 1865 till Trondheim. Där gifte han sig med Hanna Frederikke Iversen (född 1841). Hon var dotter till prästen Johan Kletzing Klitzing Iversen och Julie Augusta Gruner. De fick tillsammans sonen Johan Klitzing Iversen Jacobsson (1872–1943). 
Philip Jacobsson avled 22 maj 1886 i Trondheim.